# Clovia borneensis
Clovia borneensis är en insektsart som beskrevs av Victor Lallemand 1932. Clovia borneensis ingår i släktet Clovia och familjen spottstritar. Inga underarter finns listade i Catalogue of Life.